# NK Slavonija Požega
Nogometni klub Slavonija Požega hrvatski je nogometni klub iz Požege. Trenutačno se natječe u 3. NL – Istok.

## Povijest
Klub je osnovan [946. godine kao SD Jedinstvo. Od 1959. godine nosi ime Zvečevo. Godine 1964. godine izvršena je fuzija dva požeška nogometna kluba NK Zvečevo Slavonska Požega i NK Radnički Slavonska Požega u novi NK Slavonija. Fuzija se zbila po završetku jesenskog dijela natjecanja u Slavonskoj nogometnoj zoni u sezoni 1963./64., kada je novonastali klub preuzeo uspjeh i plasman NK Zvečeva (pošto je Radnički bio posljednjeplasirani klub).

## Uspjesi
Jedan od najvećih uspjeha kluba je nastup u 1. B HNL sredinom devedesetih godina. Za vrijeme bivše države najveći uspjeh kluba je bio ulazak u republičku ligu 1978. godine. Prvaci 3. HNL 2012./13., doprvaci 3. HNL – Istok 2013./14.

## Stadion
Prvo nogometno igralište ne kojem je klub nastupao se nalazilo pokraj ljevaonice sve do 1954. godine, kada se klub seli na igralište kraj Orljave u središtu grada. Na otvorenju istog je gostovala FK Mačva Šabac.

## Navijači
Sredinom devedesetih godina, u vrijeme najvećih uspjeha kluba, NK Slavoniju je pratila navijačka skupina Tornado s Orljave.

## Poznati igrači
- Ivica Milinković

## Vanjske poveznice
- Arhivirana web-stranica
- Profil, HNS Semafor